# Luis Xavier (ator)
Luis Xavier (Cidade do México, 12 de dezembro de 1963) é um ator mexicano.

## Biografia
Nasceu na Cidade do México e é filho da grande cantora e atriz de cinema e teatro Rosario Durcál. Iniciou sua carreira artística como ator infantil em varios programas de televisão, no Canal 5 da TV mexicana, quando tinha cinco anos de idade. Ainda menino, viajou a Espanha onde alterna seus estudios escolares con atividades artísticas estudando música. Debuta como ator infantil em El Misterio de la Nube Roja, nos teatros da Zarzuela y Fuencarral de Madrid, Espanha.
Nos anos 80 regressa ao México com o propósito de continuar seus estudos universitarios e sua carreira artística. Estudou Direito na Universidad Iberoamericana, além de Filosofía e letras na Complutense de Madrid. Em 1985 debuta na telenovela Tú o nadie, con el papel de 'Humberto Plasencia'. Em seguida vieram Angélica e De pura sangre, na qual encarnou a 'Felipe Alvarado', seu primeiro papel estrelar.
Também participou de novelas como Maria Belén, Amor real, Piel de otoño e Heridas de Amor, além de atuações especiais em La fea más bella, Destilando amor, Amar sin límites e Querida Enemiga. Em 2009 se integra ao elenco da telenovela juvenil Atrévete a soñar.
Em 2011 estréia na Telemundo, na telenovela Amar de nuevo.
Em 2012 encarna Gerardo Altamirano na novela Rosa diamante, melodrama de Telemundo. Neste mesmo ano regressa à Televisa e integra o elenco de Amores verdaderos.
Em 2014, substituiu o ator Manuel Landeta na telenovela La sombra del pasado.

## Carreira

### Telenovelas
- Que te perdone Dios - Atuação Especial
- La sombra del pasado (2014-2015) - Humberto Zapata
- Mi corazón es tuyo (2014) - Esteban
- Lo que la vida me robó (2013-2014) - Joaquín Arechiga
- Amores verdaderos (2012-2013) - Milton Pavia
- Rosa diamante (2012) - Gerardo Altamirano
- Amar de nuevo (2011) - Severino
- Una familia con suerte (2011) - Cristian Velázquez
- Atrévete a soñar (2009-10) - Guillermo Novoa
- Querida enemiga (2008) - Jaime Armendáriz
- Palabra de mujer (2008) - Doctor
- Destilando amor (2007) - Doctor
- Amar sin límites (2007) - Julio Corzo
- Heridas de amor (2006) - Roman Álvarez
- La fea más bella (2006) - Gerardo
- Piel de otoño (2005) - Jordi Sampeiro
- Amor real (2003) - José Maria de Icaza
- Así son ellas (2003) - Atuação Especial
- ¡Vivan los niños! (2002-2003) - Rúben Valderrama
- Maria Belén (2001) - Antonio Sanz
- Carita de ángel (2000-2001) - Dr. Altamirano
- Siempre te amaré (2000) - Francisco Reyes
- Serafín (1999) - David
- El privilegio de amar (1998-1999) - Alberto Souza
- El secreto de Alejandra (1997) - Víctor
- Pueblo chico, infierno grande (1997) - Antonio Serna
- La antorcha encendida (1996) - Felipe Gómez Crespo
- Caminos cruzados (1995) - Leoncio
- El vuelo del águila (1994) - Francisco José I de Austria
- Triángulo (1992) - Max Alponte
- Yo compro esa mujer (1990) - Miguel de Marin
- Victoria (1987) - Mario Moguel Oliva
- Herencia maldita (1986) - Phillipe
- De pura sangre (1986) - Felipe
- Tú o nadie (1985) - Humberto
- Angélica (1985) - Jóse Luis
- La traicion (1984) -
- Bodas de odio (1984) - Felipe

### Programas
- La rosa de Guadalupe
- La Fuerza Del Corazón - Ernesto
- La Casa Chica - Ramón
- Amigovios - Julio
- Volar Un Papalote - Ricardo
- El Amor Como Lo Veo Yo - José
- En El Paraíso - Nelson
- Hermosa Luna - Marcelo
- La Última y Nos Vamos - Cristobal
- La Llamada - Jorge
- Como dice el dicho
- La desconfianza y el amor... (2015) ... Gilberto
- A la herradura que suena... (2013) ... Pablo Velarde
- Cuando el tecolote canta (2012) ... Luis
- Quien calla otorga...: Part 2 (2011)
- Nada mejor en la vida... (2011)

### Cinema
- Mecánica Mexicana
- Muralla de Tinieblas
- Los Jóvenes Amantes
- La Risa Trabajando
- Un Ángel Para Los Diablillos
- Carrera Contra La Muerte
- Señoritas A Disgusto

## Prêmios e Indicações

### Prêmios TVyNovelas
| Ano  | Categoria                  | Telenovela     | Resultado |
| ---- | -------------------------- | -------------- | --------- |
| 1988 | Melhor ator jovem          | Victoria       | Nomeado   |
| 1986 | Melhor debutante masculino | De pura sangre | Ganhador  |
| 1986 | Melhor revelação masculina | Tú o nadie     | Nomeado   |